# Fortune (manzana)
Fortune es una  variedad cultivar de manzano (Malus domestica). 
Un híbrida del cruce de Cox's Orange Pippin x Wealthy. Criado en Bedford Inglaterra por los viveristas "Laxton Bros. Ltd.", en 1904 e introducido en los circuitos comerciales por ellos en 1931. Recibió un Certificado de Primera Clase de la Royal Horticultural Society en 1948. Las frutas tienen  pulpa jugosa bastante firme, de textura bastante gruesa con un sabor dulce y aromático.

## Sinonimia
- "Laxton’s Fortune",

## Historia
'Fortune' es una variedad de manzana, híbrida del cruce de Cox's Orange Pippin x Wealthy. Desarrollado y criado a partir de 'Cox's Orange Pippin' mediante una polinización por la variedad 'Wealthy', por "Laxton Bros. Ltd." Bedford, Inglaterra, (Reino Unido) a principios del siglo XX en 1904 e introducido por ellos en el mercado en 1931. Recibió un Certificado de Primera Clase de la Royal Horticultural Society en 1948.
Está cultivada en diversos bancos de germoplasma de cultivos vivos tales como en National Fruit Collection (Colección Nacional de Fruta) de Reino Unido con el número de accesión: 1974-343 y Nombre Accesión : Fortune (LA 64A).

## Características
'Fortune' árbol de extensión erguida, de vigor moderadamente vigoroso, portador de espuela. Tiene un tiempo de floración que comienza a partir del 4 de mayo con el 10 % de floración, para el 9 de mayo tiene una floración completa (80 %), y para el 17 de mayo tiene un 90 % caída de pétalos. Presenta vecería.
Tiene una talla de fruto medio; forma truncada cónica, con una altura de 60.00mm, y con una anchura de 67.00mm; con nervaduras débiles; epidermis con color de fondo es verde amarillento, con un sobre color de rojo, importancia del sobre color medio-alto, y patrón del sobre color chapa / moteado presentando la piel moteada y enrojecida de naranja y rojo, habitualmente hay "russeting" (pardeamiento áspero superficial que presentan algunas variedades) bajo; la piel tiende a ser lisa se vuelve grasienta en la madurez con lenticelas de color claro; ojo mediano y abierto, colocado en una cuenca poco profunda y ancha, ligeramente fruncida; pedúnculo algo corto y de grosor medio, colocado en una cavidad cubierta de "russeting" profunda y estrecha; carne es de color blanca cremosa, firme, moderadamente firme, crujiente, de grano grueso. Sabor jugoso y dulce con aromas de toques de anís y plátano. Asegúrese de dejar que madure completamente en el árbol antes de recogerlo para permitir que maduren los sabores.
Su tiempo de recogida de cosecha se inicia a principios de septiembre. Se mantiene bien durante tres meses en cámara frigorífica.

## Progenie
'Fortune' es origen de Desportes, nuevas variedades de manzana:
- Fisher Fortune
- Red Fortune[4]

## Usos
Una buena manzana de uso de postre fresca en mesa.

## Ploidismo
Diploide, auto estéril. Grupo de polinización: C, Día 9.

## Susceptibilidades
Resistente a la sarna del manzano al mildiu.